# Provinciale weg 844
De provinciale weg 844 (N844) is een provinciale weg in de provincie Gelderland die loopt van industrieterrein Sluisweg bij Heumen naar het Keizer Karelplein in Nijmegen.

## Traject
De N844 loopt als Rijksweg van de N271, die richting Heumen naar de afslag met de toerit naar de A73 loopt en zuidwaarts naar Molenhoek en Noord Limburg, door Malden. Hierna komt de weg langs sportpark De Kluis (VV Union en RKHV Union) en een filiaal van Intratuin en een McDonald's. In Nijmegen heet de N844 St. Annastraat komt daar langs het terrein van de Radboud Universiteit en het Radboudumc. Direct voor Keizer Karelplein komt de N842 op de weg uit en op het plein is er aansluiting met de N326. Het gedeelte van de N844 in Nijmegen krijgt vanaf eind 2013 ook het stadsroutenummer S105.
Tijdens de Nijmeegse Vierdaagse vindt over deze weg de vrijdagse feestelijke intocht plaats. De St. Annastraat heet dan Via Gladiola. Aan beide zijden ligt een van de weg gescheiden fietspad, in Nijmegen deels via de ventweg.

## Geschiedenis
De huidige N844 is oorspronkelijk aangelegd als onderdeel van de rijksweg Maastricht - Nijmegen, die van Nijmegen over de rechter Maasoever via Venlo naar Maastricht liep. In het Rijkswegenplan van 1932 werd de weg onderdeel van rijksweg 54. Dit nummer bleef behouden in de rijkswegenplannen van 1938, 1948 en 1958, waarbij rijksweg 54 in het rijkswegplan van 1958 ten koste van rijksweg 71 (Venlo-Schwanenhaus) werd verlengd naar de grensovergang Schwanenhaus.
Het Rijkswegenplan 1968 zou het begin van het einde betekenen voor de weg als belangrijke verbindingsweg tussen Nijmegen en Venlo. In dit plan was een nieuwe autosnelweg voorzien die van rijksweg 75 (huidige A50) ten westen van Nijmegen over de linker Maasoever naar Venlo zou verlopen ter vervanging van de oude rijksweg. De inmiddels voormalige rijksweg 54 werd een planvervangende weg, vanaf het rijkswegenplan van 1984 genummerd als rijksweg 771. Tussen de invoering van de driecijferige wegnummers (1981) en de opening van de A73 tussen het voormalig Knooppunt Lindenholt en Knooppunt Rijkevoort (1986) is de weg ook op de bewegwijzering onderdeel geweest van de N271. In de jaren daarna was de weg weliswaar een rijksweg, maar geen onderdeel meer van de route van de N271, die voortaan ten zuiden van Malden in westelijke richting afboog richting de aansluiting Malden van de A73.
Uiteindelijk werd het beheer van de weg in het kader van de Wet Herverdeling Wegenbeheer per 1 januari 1993 overgedragen aan de provincie Gelderland.
N23 · N34 · N224 · N225 · N229 · N233 · N271 · N301 · N302 · N303 · N304 · N305 · N306 · N307 · N308 · N309 · N310 · N311 · N312 · N313 · N314 · N315 · N316 · N317 · N318 · N319 · N320 · N322 · N323 · N324 · N325/A325 · N326/A326 · N327 · N329 · N330 · N331 · N332 · N333 · N334 · N335 · N336 · N337 · N338 · N339 · N340 · N341 · N342 · N343 · N344 · N345 · N346 · N347 · N348/A348 · N349 · N350 · N351 · N352 · N375 · N377

N418 · N701 · N702 · N703 · N704 · N705 · N706 · N707 · N708 · N709 · N710 · N711 · N712 · N713 · N714 · N715 · N716 · N717 · N718 · N719 · N720 · N727 · N731 · N732 · N733 · N734 · N735 · N736 · N737 · N738 · N739 · N740 · N741 · N742 · N743 · N744 · N745 · N746 · N747 · N748 · N749 · N750 · N751 · N752 · N753 · N754 · N755 · N756 · N757 · N758 · N759 · N760 · N761 · N762 · N763 · N764 · N765 · N766 · N768 · N781 · N782 · N783 · N784 · N785 · N786 · N787 · N788 · N789 · N790 · N791 · N792 · N793 · N794 · N795 · N796 · N797 · N798 · N800 · N801 · N802 · N803 · N804 · N805 · N806 · N810 · N811 · N812 · N813 · N814 · N815 · N816 · N817 · N818 · N819 · N820 · N821 · N822 · N823 · N824 · N825 · N826 · N827 · N830 · N831 · N832 · N833 · N834 · N835 · N836 · N837 · N838 · N839 · N840 · N841 · N842 · N843 · N844 · N845 · N846 · N847 · N848 · N852 · N855

Cursief vermelde wegen zijn voormalige provinciale wegen.